# 伯特斯泰因

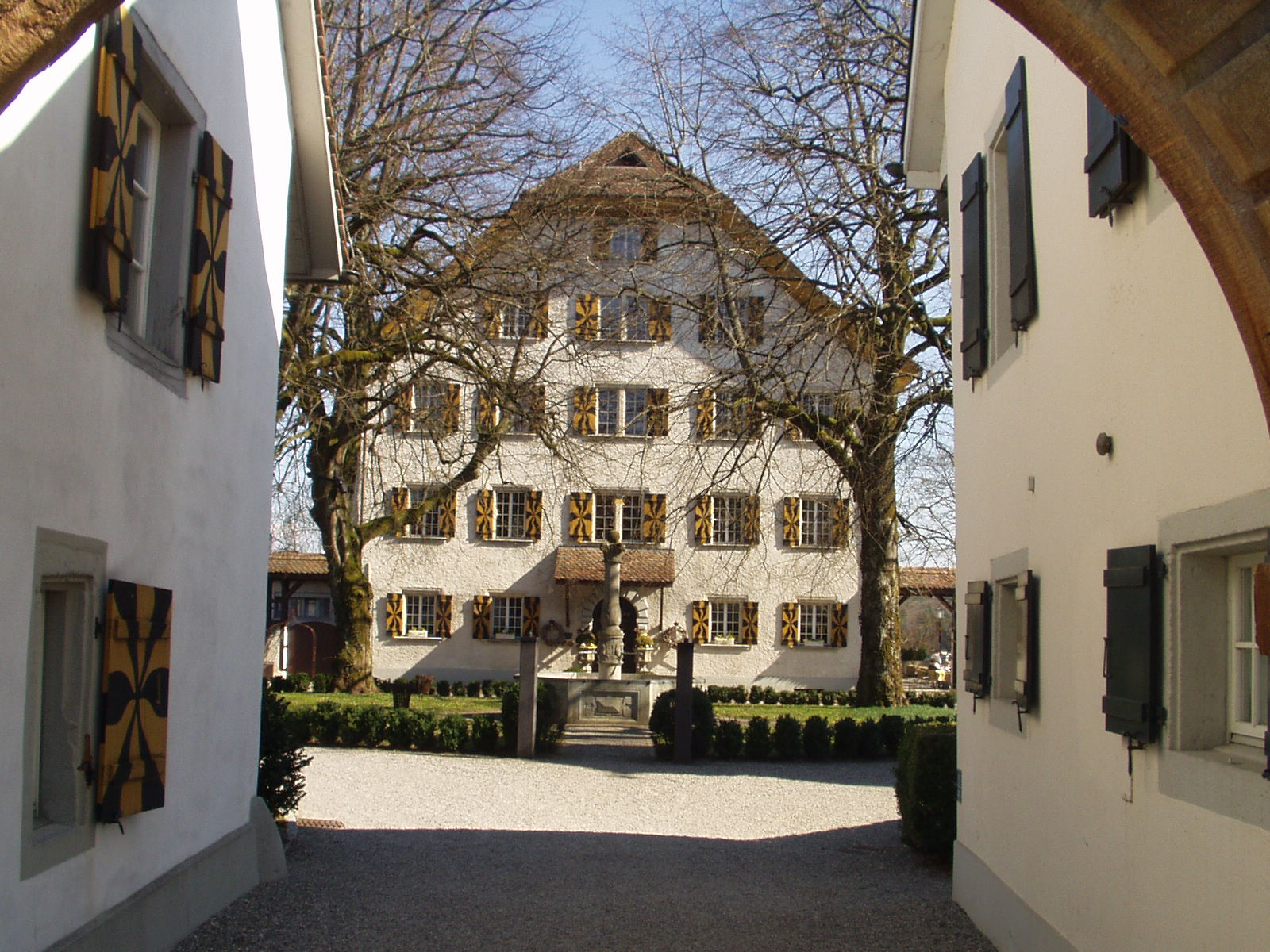

伯特斯泰因是瑞士的城鎮，位於該國北部，由阿爾高州負責管轄，面積7.41平方公里，海拔高度356米，2012年人口3,722，六成人口信奉羅馬天主教，人口密度每平方公里502人。

## 外部連結
- http://www.boettstein.ch（页面存档备份，存于） Official website (in German)